# Фудбалски савез Казахстана
Фудбалски савез Казахстана (каз.Қазақстанның Футбол Федерациясы, (КФФ) рус. Федерация Футбола Казахстана) је највиша фудбалска организација у Казахстану која се стара о организацији и развоју фудбалског спорта у Казахстану и о репрезентацији Казахстана..
Фудбалски савез је основан 1914. После је био Фудбалски савез Републике Казахстана у саставу СССР до распада СССР, када оснива Фудбалску унију Казахстана која 1994. године постаје члан ФИФЕ и Азијске фудбалске конференце АФК. Касније 2002. напушта АФК и под данашњим именом постаје члан УЕФА. Седиште савеза се налази у Алма Ати. Тренутни председник је Адилбек Џаксибеков.
У његовој организацији игра се:
- Супер лига
- Прва фудбалска лига
- Куп Казахстана
- Супер Куп

Национално првенство игра се од 1992. Први победник је био ФК Кајрат из Алма Ате.
Куп Казахстана се такође игра од 1992, а први освајач Купа био је такође ФК Кајрат.
Прву међународну утакмицу Фудбалска репрезентација Казахстана је одиграла у Алма Ати у Казахстану 1. јуна 1992. са репрезнацијом Туркместана коју је добила са 1-0.
Боја дресова је жута.
Национални стадион је у Алма Ати капацитета 30.000 гледалаца. 